# 真白愛梨
真白 愛梨（ましろ あいり、1994年11月18日 - ）は、日本のAV女優。ディクレア所属。

## 略歴・人物
岡山県出身。2016年3月にデビュー。

## 出演作品

### アダルトDVD
2016年
- 秋葉原現役No.1メイド喫茶店員 AV解禁 真白愛梨（3月19日、ONEZ）
- 素人男性さんに都内某所AVメーカーのヤリ部屋お貸しします!! 貴方の可愛い知り合いのSEX撮影出来たら…性交(?)報酬10万円!! Vol.4（4月8日、SCOOP）他出演:みなみ愛星、紺野まこ、水沢みゆ、楓ゆうか、花咲えみり、吉井ありさ
- なまなかだし10連発SEX（4月20日、ONEZ）
- シロウト女性限定モニタリング!! テレビ番組嘘企画「エアーSEX」の撮影と称し媚薬を飲ませギン勃ちチ○ポを擦り付け!! グチョ濡れアソコで素股中にそのままニュルっと挿入して生中出しは出来るのか!? 徹底検証!!（4月20日、Re:Search）他出演:木下麻季、真琴りょう、小高里保、天衣萌香
- 媚薬オイルが効きすぎて1度のセックスでは物足りず、連続2回&中出しさせる発情ギャル 4（5月10日、DOC）他出演:藤井あいり、NOA
- J●はじめての電マ 3（5月10日、DOC）他出演:羽奈美すず、水谷あおい、坂下里美、千秋恵那、舞野いつき、七瀬まお ほか
- 肉便器これくしょん(肉これ) 僕の肉便器 六号機 小生意気なイマドキ子猫ちゃん。 あいり（5月13日、&RiBbON）
- Love Night Affair Premiam（5月20日、ONEZ）
- 真正ドM女子限定! モニタリング調査。 高学歴女子大生に「ズバリMですか?10万円差し上げますので貴女のM度調査させて下さい」（5月27日、SCOOP）他出演:真琴りょう、小高里保、天衣萌香、穂波ひなこ
- 今話題の「出張キャバ」AVスタジオにガチで呼んだ件（5月27日、SCOOP）他出演:星井笑、藤沢亜美、美雪さくら、江上しほ
- バレたら罰金100万円!!都内デリヘル完全攻略!!海外から仕入れてきた怪しいギン勃ち間違い無しの勃起薬を飲んで2回戦でも勃起見せつけたら生中出しは可能なのか徹底検証!! PART3（6月24日、SCOOP）他出演:星井笑、夏希みなみ、芦屋玲美、跡美しゅり
- ウソだ!あんなに真面目で優しいお姉ちゃんがヤリマンだったなんて! 自宅が狭いボクはいまだにお姉ちゃんと相部屋。しかも二段ベッド…。姉の友達がしょっちゅう遊びに来るのですが、まずはパンチラ100％見えます。当然ヤリマンである姉の女友達も100％ヤリマン! 姉がいなくなった隙に必ずといいていいほどボクにエッチな誘惑を仕掛けてきます。ただこれで普通にヤるだけじゃございません。こっそりゴムを外し生ハメ中出しを決行! 意外にもヤリマン女子は生中出しが初めてで最高に気持ち良かったらしく、生ハメにハマりセフレになってくれるのです。（7月19日、Hunter）他出演:仁美まどか、里美まゆ、涼川絢音、碧しの、涼海みさ
- 見た目は生意気そうなパリピ白ギャルのくせに、ガチ真性ドM! 『生ち○ぽで私のスケべなカラダを犯してください』 媚薬キメセク生姦（7月19日、チキチキバーグ）
- セレブ公開調教（7月21日、グローリークエスト）
- ナンパTV×PRESTIGE PREMIUM 07（7月29日、プレステージ）他出演:浜崎真緒、芦名ユリア、ましろあい、西内るな、椎名そら、槇原愛菜、桜ちなみ、八ツ橋さい子、美月優芽、花咲いあん ほか
- 美少女ギャルリフレクソロジー（8月19日、ONEZ）
- 果てしなく従順なメイド10名と暮らす王様（5月13日、MOODYZ）共演:川村まや、神波多一花、夏目優希、桜木優希音、玉城マイ、沖田奈々、椎名そら、琴羽雫、橋本怜奈